# Scott S. Sheppard
Scott Sander Sheppard (1976) is een astronoom van de Carnegie Institution for Science in Washington D.C. die vele manen heeft ontdekt van Jupiter, Saturnus, Uranus en Neptunus. Hieronder volgt daarvan een opsomming (incompleet). In 2018 ontdekte hij samen met Chad Trujillo de dwergplaneet Farout.

## Jupiter
- Themisto (2000), eerst ontdekt door Charles Kowal in 1975
- Harpalyke (2000)
- Praxidike (2000)
- Chaldene (2000)
- Isonoe (2000)
- Erinome (2000)
- Taygete (2000)
- Kalyke (2000)
- Megaclite (2000)
- Iocaste (2000)
- Euporie (2001)
- Orthosie (2001)
- Euanthe (2001)
- Thyone (2001)
- Hermippe (2001)
- Pasithee (2001)
- Aitne (2001)
- Eurydome (2001)
- Autonoe (2001)
- Sponde (2001)
- Kale (2001)
- Arche (2002)
- Eukelade (2003)
- Helike (2003)
- Aoede (2003)
- Hegemone (2003)
- Kallichore (2003)
- Cyllene (2003)
- Mneme (2003)
- Thelxinoe (2003)
- Carpo (2003)

## Saturnus
- Narvi (2003)
- Surtur (2006)

## Uranus
- Margaret (2003)

## Neptunus
- Psamathe (2003)